# RER
RER (фр. Réseau Express Régional, Місцева швидкісна мережа) — мережа що є гібридом S-Bahn та U-Bahn, обслуговує Париж, Франція та його околиці. У межах міста потяги RER прямують підземними тунелями, а потім виїжджають на поверхню та курсують як звичайні приміські електрички.
В Парижі система RER використовується як експрес-метро та має багато пересадок зі звичайною мережею паризького метрополітену.

## Опис
Мережа RER має 257 станцій (у межах Парижа — 33), довжина колій — 616,5 км, з них 76,5 км (40 станцій) під землею. У рік мережею користується близько 780 млн пасажирів або 2,14 млн на день.
Частина ліній підпорядковується транспортній компанії, що володіє також метро (RATP), частина — залізниці (SNCF). Вартість проїзду лініями обох типів однакова. Залежно від дальності подорожі є 5 тарифних зон.

## Лінії
RER має п'ять ліній. На всіх використовується вилочний рух.
- RER A — прокладена у широтному напрямку, прокладена у місті через квартал Дефанс, Площу Шарля де Голля, Ліонський вокзал. У східному напрямку два відгалуження — на Буассі-Сен-Леже і Шессі (де знаходиться паризький Діснейленд), вони прокладені через Венсенн та Фонтене-су-Буа.
- RER B — прокладена з південного заходу на північний схід, у місті проходить через район бульвару Сен-Мішель і Нотр-Дам, Північний вокзал, є пересадки на лінії A і D (Шатле-ле-Аль) та C (Сен-Мішель-Нотр-Дам). У північно-східному напрямку, прокладено через Сен-Дені (станція біля Стад-де-Франс), Ле-Бурже і Дрансі, лінія розгалужується — одне відгалуження на аеропорт Париж-Шарль де Голль, а інше на Мітрі. Південний напрямок обслуговує передмістя Аркьой, університетське містечко, Фонтене-о-Роз і Сен-Ремі-ле-Шеврез. Станція «Антоні» сполучена автоматичним метро (Orlyval) з аеропортом Париж-Орлі.

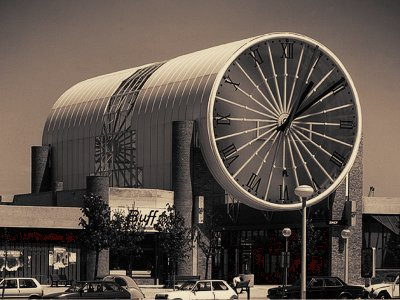
Станція «Сержі-Сен-Крістоф»

- RER C — прокладена з півночі на південь, має багато відгалужень і два внутрішні контури. На півночі обслуговує передмістя Кліші і Неї-сюр-Сен, кінцева станція — Понтуаз. У межах міста прокладена вздовж Сени дугою — через Марсове поле, має станції біля Дому Інвалідів та Музею д'Орсе, а також біля вокзалу Аустерліц. Її південні відгалуження обслуговують Іссі, Версаль, Іврі-сюр-Сен, аеропорт Орлі, Сент-Женев'єв-де-Буа, Дурдан, Етамп.
- RER D — прокладена з півночі на південь і має два відгалуження на південній дільниці. Кінцеві станції на півдні — Мелен і Мальзерб, на півночі — місто Оррі-ла-Віль і Крей (через Сен-Дені). У Парижі лінія D має зупинки на Північному і Ліонському вокзалах, а також перехід на лінії A і B в Шатле-ле-Аль.
- RER E — прокладена з північної частини Парижа (вокзал Сен-Лазар) за місто на південний схід (Турнан), одне з відгалужень (на Ганьї) у східному напрямку.

## Рухомий склад
| Серія   | Фото | Лінія     |
| ------- | ---- | --------- |
| Z 20900 |      | (C)       |
| Z 5300  |      | (D)       |
| Z 5600  |      | (C) · (D) |
| Z 8800  |      | (C)       |
| Z 20500 |      | (C) · (D) |
| Z 22500 |      | (E)       |
| Altéo   |      | (A)       |
| MI 09   |      | (A)       |
| MI 79   |      | (A) · (B) |
| MS 61   |      | (A)       |